# Jarasłau Iadkouski
Jarasłau Juzefowicz Iadkouski (biał. Яраслаў Юзэфовіч Іадкоўскі; ur. 14 listopada 2000 w Brzostowicy) – białoruski zapaśnik walczący w stylu klasycznym. Zajął dwudzieste miejsce na mistrzostwach świata w 2024. 
Ósmy na mistrzostwach Europy w 2024. Srebrny medalista wojskowych MŚ w 2024 roku.